# Karen Moncrieff
Karen M. Moncrieff (ur. 20 grudnia 1963 w Sacramento w Kalifornii) – amerykańska aktorka, reżyser i scenarzystka filmowa.

## Życiorys
Po ukończeniu Rochester Adams High School w Rochester w stanie Michigan (szkoły średniej, której absolwentką jest także Madonna), studiowała w Los Angeles City College.
W 1985 roku zyskała tytuł Miss Illinois oraz wystartowała w konkursie piękności na poziomie ogólnokrajowym (Miss America).
W 1986 roku debiutowała jako aktorka, wcielając się w postać Patricii Murphy w serialu Guiding Light. Wkrótce wystąpiła w kolejnych popularnych operach mydlanych: Dniach naszego życia, Modzie na sukces i Santa Barbara.
W roku 2002 swoją premierę odnotował dramat Blue Car − pierwszy film wyreżyserowany przez Moncrieff, a zarazem jej projekt autorski. Realizacja filmu przysporzyła twórczyni sporo nagród i wyróżnień, m.in. nominację do nagrody Independent Spirit w kategorii najlepszy debiutancki scenariusz oraz laur Honorable Mention podczas Woodstock Film Festival. Następnie Karen napisała scenariusze do wybranych odcinków seriali Sześć stóp pod ziemią i Dotyk zła, a już w 2006 r. wkupiła się w łaski krytyków filmowych realizując pomysłowy, przesycony tragizmem dreszczowiec Siedem żyć, w którym w głównych rolach obsadziła gwiazdy Hollywood − Brittany Murphy, Marcię Gay Harden, Mary Beth Hurt i Giovanniego Ribisi. Film uzyskał w sumie dwie prestiżowe nagrody oraz cztery nominacje, był jednym z faworytów gali Independent Spirit Awards 2007.

## Życie prywatne
Od 15 czerwca 1987 roku jest żoną producenta/scenarzysty Erica Kartena.